# Der Bozen-Krimi
Der Bozen-Krimi ist eine deutsche Kriminalreihe, die auf dem Sendeplatz „Donnerstag-Krimi im Ersten“ unregelmäßig im Hauptabendprogramm des Ersten gezeigt wird. Die Pilotfolge wurde am 29. Januar 2015 ausgestrahlt. Bisher sind 20 Episoden veröffentlicht worden.

## Handlung
Im Zentrum der Reihe steht die deutsche Kriminalpolizistin Sonja Schwarz (Chiara Schoras). Sie hat ihre hochrangige Position bei der Frankfurter Polizei gekündigt und ist ihrem aus Südtirol stammenden Ehemann Thomas gefolgt, als dieser zurück in seine Heimat zieht, um dort seine verwitwete Schwiegermutter Katharina bei der Bewirtschaftung des finanziell angeschlagenen Familien-Weinguts zu unterstützen. Zur Familie gehört außerdem Laura, Thomas’ zunächst noch jugendliche Tochter aus der Ehe mit Katharinas verstorbener Tochter.
Das Ermittlerteam, in dem Sonja Schwarz nun arbeitet, besteht im Kern zunächst aus dem Kriminalpolizisten Jonas Kerschbaumer (Gabriel Raab) und seinem Vater, dem Schutzpolizisten Peter Kerschbaumer (Hanspeter Müller-Drossaart). In der zweiten Episode stößt der schon in der ersten Folge als undurchsichtiger Polizist in Erscheinung getretene italienische Ermittler Matteo Zanchetti (Tobias Oertel) zur Kripo Bozen und übernimmt als neuer Commissario Capo  den freien Chefposten. Er war zuvor als verdeckter Ermittler tätig und hatte einen Mafia-Clan in Bari infiltriert, wurde dann aber enttarnt. Nach Ende der elften Episode verlässt Zanchetti die Kripo Bozen (und damit die Serie): Er wechselt auf eigenen Wunsch zur Anti-Mafia-Behörde Direzione Investigativa Antimafia in Rom. In einer der letzten Szenen der zwölften Episode erhält Sonja ein Ernennungsschreiben: Sie übernimmt künftig selbst den Capo-Posten.
Bei einigen Fällen werden die Beamten von einer Rechtsmedizinerin unterstützt (zunächst Marion Mitterhammer als Chiara Bonetti, ab Folge zwei zunächst Floriane Daniel als Heidi Grüner), in späteren Episoden treten auch andere Forensiker in Erscheinung.
Die Ermittler lösen im Team Mordfälle in der Region in und um Bozen. Neben den jeweiligen Fällen der einzelnen Episoden gibt es eine reihenübergreifende Rahmenhandlung, die in einigen Folgen die zentrale Rolle spielt, während sie in anderen nur beiläufig als zusätzlicher Erzählstrang weiterentwickelt wird. Dabei geht es zunächst um den Verdacht, dass Sonjas Ehemann Thomas ein dunkles Geheimnis hat. Außerdem stehen Zanchettis Vergangenheit als verdeckter Ermittler und die kriminellen Machenschaften der auch in Südtirol aktiven Mafia im Mittelpunkt.
Auch das Privatleben der Ermittler und die Entwicklung ihrer Beziehungen untereinander werden stetig thematisiert. So ist das Verhältnis zwischen Sonja und Thomas’ Schwiegermutter Katharina zunächst sehr schwierig, was sich sogar noch verstärkt, als Thomas zunächst unter Mordverdacht gerät und dann selbst ermordet wird. Später finden die beiden Frauen aber zu einem respektvollen, fast freundschaftlichen Miteinander. Auch die Beziehung zu ihrer Stieftochter Laura ist insbesondere nach Thomas’ Tod nicht unkompliziert, verbessert sich aber ebenfalls zusehends und wird schließlich zu einem vertrauensvollen Mutter-Tochter-Verhältnis. Als junge Erwachsene übernimmt Laura außerdem die Verantwortung für das Familien-Weingut.
Sonja und Matteo finden sich gegenseitig anziehend, lassen es angesichts der Umstände aber nicht zu einer Liebesbeziehung kommen: Sonja fühlt sich nach dem gewaltsamen Tod ihres Mannes zunächst noch nicht bereit für eine neue Partnerschaft, während Matteo stets davon ausgehen muss, im Visier der Mafia zu stehen. Außerdem macht er sich Vorwürfe im Zusammenhang mit den Ereignissen, die dazu geführt haben, dass Thomas getötet wurde. Als sich Sonja schließlich in den verdeckten Ermittler Riccardo Riello aus Bari verliebt, gesteht Matteo ihr doch noch seine Liebe, kündigt aber gleichzeitig an, sich aus ihrem Leben zurückzuziehen. Er sei seinerzeit nur ihretwegen zur Kripo Bozen gewechselt, habe ihr und ihrer Familie dann aber bloß Unglück gebracht. Sonja akzeptiert seine Entscheidung und lässt ihn gehen. Zu einer Beziehung mit Riccardo, der das Umfeld des Mafioso Michele Lagagna infiltriert hat und weiter in Bari lebt, kommt es zunächst aber nicht.
Jonas Kerschbaumer geht eine Beziehung mit der ebenfalls zum Team gehörenden Kollegin Sofia Lanthaler ein, die auf eine harte Probe gestellt wird, als sich Sofia als Mafia-Spitzel wider Willen entpuppt und aus dem Polizeidienst entlassen wird. Die Mafia-Anwältin und spätere Patin Giulia Santoro hatte sie mit Informationen über ihren Vater erpresst, der als Jugendlicher in den 1960er-Jahren zum Umfeld des Befreiungsausschusses Südtirol gehörte und an einem Anschlag beteiligt war, bei dem ein Polizeibeamter ums Leben kam.

## Hauptdarsteller

### Aktuelle
| Schauspieler               | Rollenname          | Stellung                                   | Episoden | Zeitraum |
| -------------------------- | ------------------- | ------------------------------------------ | -------- | -------- |
| Chiara Schoras             | Sonja Schwarz       | Commissario (1–11), Commissario Capo (12–) | 1–       | 2015–    |
| Gabriel Raab               | Jonas Kerschbaumer  | Ermittler (1–11) Commissario (12-)         | 1–       | 2015–    |
| Charleen Deetz             | Laura Schwarz       | Sonjas Stieftochter                        | 1–       | 2015–    |
| Lisa Kreuzer               | Katharina Matheiner | Lauras Großmutter                          | 1–       | 2015–    |
| Hanspeter Müller-Drossaart | Peter Kerschbaumer  | Polizist, Vater von Jonas Kerschbaumer     | 1–       | 2015–    |

### Ehemalige
| Schauspieler        | Rollenname        | Stellung                                      | Episoden | Zeitraum  |
| ------------------- | ----------------- | --------------------------------------------- | -------- | --------- |
| Marion Mitterhammer | Chiara Bonetti    | Rechtsmedizinerin                             | 1        | 2015      |
| Tobias Oertel       | Matteo Zanchetti  | Commissario Capo                              | 1–11     | 2015–2020 |
| Xaver Hutter        | Thomas Schwarz †  | Sonjas Mann, Lauras Vater                     | 1–4      | 2015–2017 |
| Ulli Maier          | Martina Kronstadt | –                                             | 1–3      | 2015–2016 |
| Floriane Daniel     | Heidi Grüner      | Rechtsmedizinerin                             | 2–4      | 2016–     |
| Thomas Sarbacher    | Francesco Rossi   | Gastronom, Statthalter der Mafia              | 2–7      | 2016–2019 |
| Sinja Dieks         | Sofia Lanthaler   | Polizistin, kommt in das Zeugenschutzprogramm | 7–12     | 2019–2020 |
| Susanna Simon       | Giulia Santoro †  | Rechtsanwältin, Statthalterin der Mafia       | 8–12     | 2019–2020 |
| Stefano Bernardin   | Riccardo Riello   | Verdeckter Ermittler                          | 10–14    | 2020–2022 |
| Valentina Emeri     | Felicitas         | Gerichtsmedizinerin                           | 17       | 2023      |

## Hintergrund
Die zunächst unter dem Arbeitstitel Kripo Bozen gestartete Reihe wurde ab der zweiten Episode umbenannt in Der Bozen-Krimi. Der ursprüngliche Arbeitstitel lautete Frau Commissario.

## Episodenliste
| Nr. | Originaltitel          | Erstausstrahlung | Regie             | Drehbuch                               | Zuschauer             |
| --- | ---------------------- | ---------------- | ----------------- | -------------------------------------- | --------------------- |
| 1 | Wer ohne Spuren geht   | 29. Jan. 2015    | Marcus Ulbricht   | Jürgen Werner                          | 5,16 Mio.             |
| Commissario Sonja Schwarz gerät kurz nach ihrer Ankunft in Südtirol in eine Schießerei. Aus Frankfurt kommend zieht sie mit ihrer Stieftochter Laura auf ein Weingut, das ihr Mann übernommen hat. Sie hat gleich zwei Morde aufzuklären, denn es wurde ein Skelett gefunden, das von einer jungen Frau stammt, die seit zehn Jahren vermisst wird. In diesen alten ungelösten Fall ist möglicherweise ihr Mann verwickelt. Episodendarsteller: Götz Burger als Anton Burger, Markus Völlenklee als Prof. Gamper, Jan-Hinnerk Arnke als Andreas Mayn, Kida Khodr Ramadan als Kadim Aziz, Valentina Repetto als Faiza Aziz |                        |                  |                   |                                        |                       |
| 2 | Das fünfte Gebot       | 4. Feb. 2016     | Thorsten Näter    | Jürgen Werner                          | 5,85 Mio.             |
| Thomas Schwarz gerät unter Mordverdacht und seine Frau ist fest entschlossen, seine Unschuld zu beweisen. Doch dazu muss sie sich mit dem einflussreichen Lokalpolitiker Stefan Keller auseinandersetzen, der für sie auch als Täter in Frage kommt. Neben diesen Ermittlungen muss Sonja Schwarz auch eine Serie von Mafiamorden stoppen. Episodendarsteller: Julia Stemberger als Charlotte Keller, Kai Malina als Ludwig Kerschbaumer, Roeland Wiesnekker als Rainer Gruber, Robert Gallinowski als Erich Dornbacher, Heio von Stetten als Stefan Keller und Katja Bürkle als Marita Gruber |                        |                  |                   |                                        |                       |
| 3 | Herz-Jesu-Blut         | 11. Feb. 2016    | Thorsten Näter    | Jürgen Werner                          | 5,97 Mio.             |
| Sonja Schwarz kämpft noch immer für den Beweis der Unschuld ihres Mannes Thomas, der inzwischen in Untersuchungshaft genommen wurde. Durch die Mithilfe von Thomas’ Tochter und einem Schäfer erhält die Kommissarin den entscheidenden Hinweis, woraufhin sich der Verdacht gegen den Lokalpolitiker Stefan Keller verstärkt. Daneben muss die Kripo Bozen den Tod des Wirtes Grandl aufklären. Episodendarsteller: Kai Malina als Ludwig Kerschbaumer, Martin Feifel als Michael Riedlinger, Bettina Mittendorfer als Bettina Riedlinger, Eugen Knecht als Toni Mayerl, Larissa Fuchs als Ekaterina Rudenko, Heio von Stetten als Stefan Keller und Joachim Raaf |                        |                  |                   |                                        |                       |
| 4 | Am Abgrund             | 26. Jan. 2017    | Thorsten Näter    | Jürgen Werner                          | 4,91 Mio.             |
| Bei einem Anschlag auf Commissario Sonja Schwarz wird ihr Mann Thomas lebensgefährlich verletzt. Parallel erfolgen Ermittlungen im Fall des tödlich verunglückten Sohnes einer Bergbäuerin, dessen Unfall mit seinem Mountainbike auf eine heimtückisch gelegte Nagelfalle zurückzuführen ist. Schwarz versucht derweil, ihren Erzfeinden Stefan und Charlotte Keller den Anschlag nachzuweisen. Aber auch Mafia-Killer Lorenzo Saffione kommt für den Anschlag in Betracht. Episodendarsteller: Julia Stemberger als Charlotte Keller, Murathan Muslu als Lorenzo Saffione, Katja Lechthaler als Magdalena Falkenstein, Xenia Benevolenskaya als Gertrud Falkenstein, Rosmarie Röse als Maria Falkenstein, Martin Zauner als Dr. Brenner, Thomas Reisinger als Hermann Bichler |                        |                  |                   |                                        |                       |
| 5 | In der Falle           | 12. Okt. 2017    | Thorsten Näter    | Thorsten Näter                         | 6,45 Mio.             |
| Während der Weinlese wird auf dem Gut Kofler die Leiche einer Erntehelferin gefunden. Sonja Schwarz, ihre Kollegen Matteo Zanchetti und Jonas Kerschbaumer stellen schnell fest, dass es viele Verdächtige gibt. Episodendarsteller: Julia Stemberger als Charlotte Keller, Anton Algrang als Hans Kofler, Barbara Romaner als Magdalena Kofler, Peter Mitterrutzner als Josef Gasser, Manuel Krstanovic als Miran Horvat, Alexa Brunner als Dorica Novak |                        |                  |                   |                                        |                       |
| 6 | Leichte Beute          | 17. Jan. 2019    | Thorsten Näter    | Jürgen Werner                          | 5,61 Mio.             |
| Bei einem Einbruch wird ein pensionierter Richter in seinem Haus mit der eigenen Waffe erschossen. Nahtlos passt der Fall aber auch in eine Serie von Einbrüchen, bei denen die Alarmanlagen auf rätselhafte Weise versagten. Ins Visier gerät Manuel Steinbrenner, Mitarbeiter einer Sicherheitsfirma, der zusammen mit seiner Schwester Petra ein marodes Hotel betreibt. Episodendarsteller: Johannes Zeiler als Daniele Pravo, Frederic Linkemann als Stefan Karcher, Juliane Fisch als Francesca Tassinaro, Daniela Schulz als Petra Steinbrenner, Emanuel Fellmer als Manuel Steinbrenner, François Goeske als Luca Forlani, Stephanie Lexer als Birgit Maierl, Wolfram Rupperti als Armin Leitner |                        |                  |                   |                                        |                       |
| 7 | Falsches Spiel         | 24. Jan. 2019    | Thorsten Näter    | Thorsten Näter                         | 4,95 Mio.             |
| Um den gewaltsamen Tod eines Kraftfahrers in einem Marmorwerk aufzuklären, muss Sonja Schwarz ihre Arbeit auf dem Weingut wieder einmal vernachlässigen. Im Kripo-Team gibt es eine undichte Stelle; die Polizistin Sofia gibt Informationen an die Mafia weiter. Zudem nimmt Sonderermittlerin Carla Pisani wieder Zanchetti ins Visier, der nachts in illegalen Pokerrunden spielt. Schon bald hat er, ebenso wie der Ermordete, hohe Schulden bei dem brutalen Spielhallenbesitzer Franco Gentile. Episodendarsteller: Jeanette Hain als Carla Pisani, Anatole Taubman als Luca Rizzi, Tim Wilde als Franco Gentile, Harald Windisch als Julian Bittner, Aaron Friesz als Martin Auer, Ann-Birgit Höller als Elisabeth Auer, Erni Mangold als Magda Auer, Thomas Gerber als Mario Scento, Dietmar Gamper als Robert Auer |                        |                  |                   |                                        |                       |
| 8 | Mörderisches Schweigen | 19. Sep. 2019    | Thorsten Näter    | Thorsten Näter                         | 4,67 Mio.             |
| Die Leiche von Teresa Gamper, Buchhalterin des Bürgermeisters Preindl in dessen Firma, wird gefunden. Commissario Capo Zanchetti entgeht nur knapp einem Anschlag per Autobombe. Alle rätseln, wo Rossi untergetaucht ist. Und schließlich wird auch noch der neue Dorfpfarrer erstochen. Episodendarsteller: Murat Demir als Angelo Vitale (Giulia Santoros Bodyguard), Christian Strasser als Automechaniker Marino, Beat Marti als Robert Preindl, Jule Böwe als Maria Preindl (seine Frau), Peter Pertusini als Joachim Gamper, Heinrich Horwitz als Lisa Mayn (Teresas beste Freundin, Bedienung bei Gamper), Fabian Oehl als neuer Pfarrer Severin, Nikolaus Paryla als alter Pfarrer Holzer, Harald Windisch als Julian Bittner (geb. Felix Brandner), Helmfried von Lüttichau als Robert Lanthaler (Sofias Vater). |                        |                  |                   |                                        |                       |
| 9 | Gegen die Zeit         | 26. Sep. 2019    | Thorsten Näter    | Thorsten Näter                         | 5,09 Mio.             |
| Ein Junkie wird erschlagen aufgefunden. Juna, die Tochter des Sport-Unternehmers Martin Born, wird aus dem Schloss ihres Vaters entführt. Sofias Vater wird überfallen, damit sie weiter mit der Mafia kooperiert. Und auf Sonja Schwarz kommen finanzielle Probleme zu, weil der neue Traktor der Familie in Flammen aufgeht. Episodendarsteller: Tim Bergmann als Martin Born, Milena Dreißig als Marisa Born (seine Frau), Blanca-Sveva Keune als ihre Tochter Juna, Johannes Franke als Valentin Born und Devrim Lingnau als Vanessa Born (Kinder von Martin Born aus erster Ehe), Murat Demir als Angelo Vitale (Giulia Santoros Bodyguard), Harald Windisch als Felix Brandner, Helmfried von Lüttichau als Robert Lanthaler (Sofias Vater), Paul Behren als Lukas Bannert, Thomas Schubert als Andro Rumenovic. |                        |                  |                   |                                        |                       |
| 10 | Blutrache              | 2. Apr. 2020     | Thorsten Näter    | Thorsten Näter                         | 6,07 Mio.             |
| Commissario Capo Zanchetti erfährt, dass es der Mafioso Enzo Saffione war, der den Bombenanschlag auf ihn in Auftrag gegeben hat, weil dieser ihn für den Tod seiner Tochter und seines Sohnes verantwortlich macht. Zanchetti fliegt nach Bari, um reinen Tisch zu machen. Commissario Schwarz reist ebenfalls dorthin, um ihre Stieftochter Laura zu suchen. In Bari lernt sie den hilfsbereiten Taxifahrer Riccardo aus Putignano kennen, mit dem sie eine Affäre beginnt – bis sich herausstellt, dass er ein Kollege ist, der undercover arbeitet. In Bozen droht Sofia wegen ihres Schusses auf die Mafia-Statthalterin Giulia Santoro derweil eine Anklage wegen versuchten Mordes. Episodendarsteller: Christian Redl als Mafia-Pate Enzo Saffione, Leonardo Nigro als anderer Mafia-Pate Michele Lagagna, Gianna-Valentina Bauer als Elena Pedrotti, Helmfried von Lüttichau als Robert Lanthaler, Alexander E. Fennon als Dr. Fehling, François Goeske als Luca Forlani, Vittorio Alfieri als Mario Rosato, Maximilian Allgeier als Nino Marchetti, Edita Malovčić als Lorena, David Brizzi als Paolo, Antonio di Mauro als Giuseppe, Murat Demir als Angelo Vitale (Giulia Santoros Bodyguard).                                                     |                        |                  |                   |                                        |                       |
| 11 | Tödliche Stille        | 9. Apr. 2020     | Thorsten Näter    | Thorsten Näter                         | 6,56 Mio.             |
| Der Mafia-Pate Enzo Saffione ist in Bozen angekommen, wo ihm der Prozess gemacht werden soll. Auf dem Weg zu seinem Haftprüfungstermin findet ein bewaffneter Überfall auf den Polizeitransporter statt. Saffione wird zunächst befreit und schließlich von seiner Stellvertreterin Giulia Santoro getötet. Episodendarsteller: Christian Redl als Enzo Saffione, Julian Schmieder als Josef Holzer, Verena Plangger als Maria Holzer (seine Mutter), Cordula Zielonka als gehörlose Emilia Gruber, Kathrin-Marén Enders als Frau Malik, Franziska Rieck als Susanne Heckler, Oliver Bürgin als Kurt Garner, Dominik Maringer als Walter Lechner, Peter Strauß als Max Böhning, Martin Thaler als Robert Hombach, Helmfried von Lüttichau als Robert Lanthaler. |                        |                  |                   |                                        |                       |
| 12 | Zündstoff              | 16. Apr. 2020    | Kaspar Heidelbach | Martina Mouchot                        | 6,57 Mio.             |
| Bei einem von Giulia Santoro organisierten Treffen im Schlosshotel explodiert eine Bombe. Commissario Schwarz ist in der Nähe: sie wollte der Gastwirtin den Wein ihres Weinguts verkaufen. Derweil flieht Sofia vor einem Unbekannten, der sie verfolgt. Episodendarsteller: Leonardo Nigro als Mafia-Pate Michele Lagagna, Helmfried von Lüttichau als Robert Lanthaler (Sofias Vater), Peter Kremer als Anton „Toni“ Lanthaler (Robert Lanthalers Bruder), Verena Plangger als Maria Holzer, Moritz Heidelbach als Claudio Tornatore, Ron Schuster als Bruno Barone, Eva Kuen als Agnes Petereit, François Goeske als Luca Forlani. |                        |                  |                   |                                        |                       |
| 13 | Mord am Penser Joch    | 21. Okt. 2021    | Thomas Nennstiel  | Florian Hanig, Catrin Lüth             | 5,96 Mio.             |
| Beim Nachspielen des Tiroler Volksaufstandes von 1809 am Bergisel, wird ein Teilnehmer des jährlichen Reenactments mit einem Armbrustpfeil ermordet. Das Opfer war ein pensionierter Polizist, ein ehemaliger Kollege von Thomas Urbacher und Robert Baumgartner. Bei ihren Ermittlungen stoßen Sonja Schwarz und ihr Partner Jonas Kerschbaumer auf einen vermeintlich gelösten alten Fall. Derweil soll der Undercover-Agent Riccardo, im Auftrag von Mafia-Statthalter Lagagna, die Umweltpolitikerin Maria Senoner verführen, um ihre Stimme für ein großes Staudammprojekt der Mafia zu erpressen. Episodendarsteller: Leonardo Nigro als Mafia-Pate Michele Lagagna, Picco von Groote als Maria Senoner, Fritz Egger als Thomas Urbacher, Helmut Bohatsch als Robert Baumgartner, Mariam Hage als Lena Schatte, Kevin Andrés Scepi Vera als Lorenzo Frattini, Katharina Haudum als Monika Frank, David Tobias Schneider als Matthias Frank, Felix Kreutzer als Hannes Pöschl jr., Johanna Porcheddu als Regina Maierhofer, Petra Rohregger als DIA-Mitarbeiterin, Markus Oberrauch als AKB-Beamter Brunelli, Roland Lahner als AKB-Beamter Schülein, Joachim Mitterrutzner als Tiroler Soldat, Thomas Weissengruber als Samuele Senoner.                 |                        |                  |                   |                                        |                       |
| 14 | Verspieltes Glück      | 3. März 2022     | Thorsten Näter    | Kris Karathomas, Marcus O. Rosenmüller | 5,50 Mio.             |
| 15 | Vergeltung             | 10. März 2022    | Thorsten Näter    | Thorsten Näter                         | 7,02 Mio.             |
| 16 | Familienehre           | 10. Nov. 2022    | Thomas Nennstiel  | Mathias Klaschka                       | 6,95 Mio.             |
| Der Bozener Eishockeystar Marcel Wallner wird erstochen in der Kabine aufgefunden. Schnell kommen Sonja Schwarz und Jonas Kerschbaumer hinter das Doppelleben von Wallner, der für die Öffentlichkeit ein glücklich verheirateter Familienvater war: Er liebte einen Mann und zwar den Sänger Anton Hofer, der als Drag Queen Isabella sehr bekannt und beliebt ist. Es geraten Antons eifersüchtiger Ex-Freund Toni Klinger, Marcels Berater Sebastian Glasner und Marcels Frau Nathalie, welche nach eigener Aussage nichts vom Doppelleben ihres Mannes wusste, in Hauptverdacht. Dann wird auch auf Anton bzw. Isabella ein Anschlag verübt: Jemand überfährt ihn mit dem Auto, aber er überlebt: Anton ist der zweite Sohn der regional sehr bekannten Hoteliers Familie Hofer. Familienoberhaupt Ludwig Hofer und seine Frau Maria sind sehr konservativ und homophob und haben ihren Sohn Anton nach seinem Coming-out verstoßen. Episodendarsteller: Vladimir Burlakov als Anton Hofer alias Isabella, Thomas Thieme als Ludwig Hofer, Marita Breuer als Maria Hofer, Felix Everding als Marco Wallner, Zsá Zsá Inci als Nathalie Wallner, Julian Weigend als Sebastian Glasner, Stefan Rudolf als Martin Hofer, Antonia Breidenbach als Sophie Hofer. |                        |                  |                   |                                        |                       |
| 17 | Weichende Erben        | 9. Feb. 2023     | Sabine Derflinger | Mathias Klaschka                       | 5,94 Mio.             |
| 18 | Die Todsünde           | 16. Feb. 2023    | Sabine Derflinger | Sven Halfar                            | 7,04 Mio. (24,8 % MA) |
| 19 | Mein ist die Rache     | 14. März 2024    | Josh Broecker     | Mathias Klaschka                       | 7,22 Mio. (28,3 % MA) |
| Der Mord an der 15-jährigen Lisa versetzt die Bewohner des Dorfes Kemmern in Rage. Als Sonja Schwarz die Ermittlungen aufnimmt, herrscht am Stammtisch bereits Gewissheit: Der zehn Jahre ältere Lukas muss der Täter sein! Auf dem Berghof seines Großvaters, wo auch der Außenseiter lebt, finden sich tatsächlich belastende DNA-Spuren. Die Ermittlungen ergeben kein Motiv, doch dann nehmen sie eine überraschende Wende: Ein Junge wurde vor kurzem auf fast identische Weise ermordet. Gibt es womöglich einen Zusammenhang? Episodendarsteller: Nina Lageder als Lisa Brandl, Harald Krassnitzer als Lisas Vater, Juri Senft als Lukas Gamper, Hans Stadlbauer als Juris Großvater, Gabriela García Vargas als Kommissarin Mariella Colombo. |                        |                  |                   |                                        |                       |
| 20 | Geheime Bruderschaft   | 21. März 2024    | Josh Broecker     | Sven Halfar                            | 6,55 Mio. (25,3 % MA) |

## Kritik
Tilmann P. Gangloff bezeichnet die Reihe auf tittelbach.tv in einer Gesamtkritik der Folgen-Trilogie 10 bis 12, die er mit drei von sechs möglichen Sternen bewertete, als „eine Art Wundertüte“. „Die Geschichten [...] wirkten mitunter unausgegoren, weil die Kombination von Krimihandlung und familiärer Ebene mit Weingut, Schwiegermutter und Stieftochter oft nicht funktionierte.“ Auch die Umsetzung sei „nur selten wirklich packend“. Die Schwäche vieler Bozen-Krimis bestehe darin, dass eine spannende durchgehende Handlung nur notdürftig mit einem in sich abgeschlossenen und deutlich uninteressanteren Fall kombiniert werde.
Harald Keller schreibt nach der sechsten Folge („Leichte Beute“) in der Frankfurter Rundschau: Anders als in anderen Donnerstags-Krimis des Ersten, die in jüngster Zeit „eine positive Entwicklung hin zu weniger eindeutigen, mitunter gebrochenen Figuren und verschlungenen Geschichten“ zeigten, kämen beim Bozen-Krimi „die Protagonisten [...] kaum über den Rang von Spielbrettfiguren hinaus, die von Autorenhand über die vorgedruckten Linien geschoben werden“. Alles wirke „sehr gestellt, konstruiert und arrangiert“.
Frank Jürgens urteilt in einer Kritik zur neunten Folge („Gegen die Zeit“) in der Neuen Osnabrücker Zeitung: Regisseur und Drehbuchautor Thorsten Näter verstehe es, „die Reihe von Episode zu Episode kontinuierlich auf hohem Niveau fortzuführen und dabei auch neuen Zuschauern die Möglichkeit zum problemlosen Neueinstieg zu bieten“.